# کاروانسرای ابراهیم
کاروانسرای ابراهیم در شهر سیرجان و در کنار بازار قدیمی و اصلی شهر واقع است. این کاروانسرا از کاروانسراهای شاه عباسی می‌باشد که در دوره‌های بعدی یک مرحله مرمت شده‌است. این بنا غیر از ورودی‌ها که دو طبقه هستند بقیهٔ آن یک طبقه بوده و دارای یک حیاط مرکزی و حجره‌هایی اطراف آن می‌باشد که حجره‌ها با واسطه یک فضای رواقی به حیاط متصل می‌شوند. کاروانسرا دو ورودی دارد که یکی به بازار و دیگری به کوچه پشت کاروانسرا باز می‌شوند و در روبروی هم قرار دارند که ورودی کوچه دارای دو برج منحنی شکل است. این ورودی بیشتر برای ورود و خروج چهارپایان بکار میرفته‌است. ورودی بازار دارای تناسبات انسانی و هشتی با ارتفاعی در حدود دو طبقه است. حیاط دارای فضای سبز و آب‌نما می‌باشد. ساختمان از خشت خام در پایه‌ها و آجر در نما بنا شده‌است. حجره‌های این کاروانسرا اکثراً متروک شده‌اند ولی بعضی از آن‌ها کاربری خود را حفظ کرده‌اند و بعضی دیگر به‌عنوان انبار کاربرد دارند. این کاروانسرا تزئین خاصی ندارد و فقط در نمای رواق‌ها آجرکاری ساده‌ای به چشم می‌خورد.
مالکیت بنای فوق وقفی و نیم دیگر خصوصی است. اقدامات مرمتی به علت تعدد مالکیت در آن انجام نشده است. 

## نگارخانه

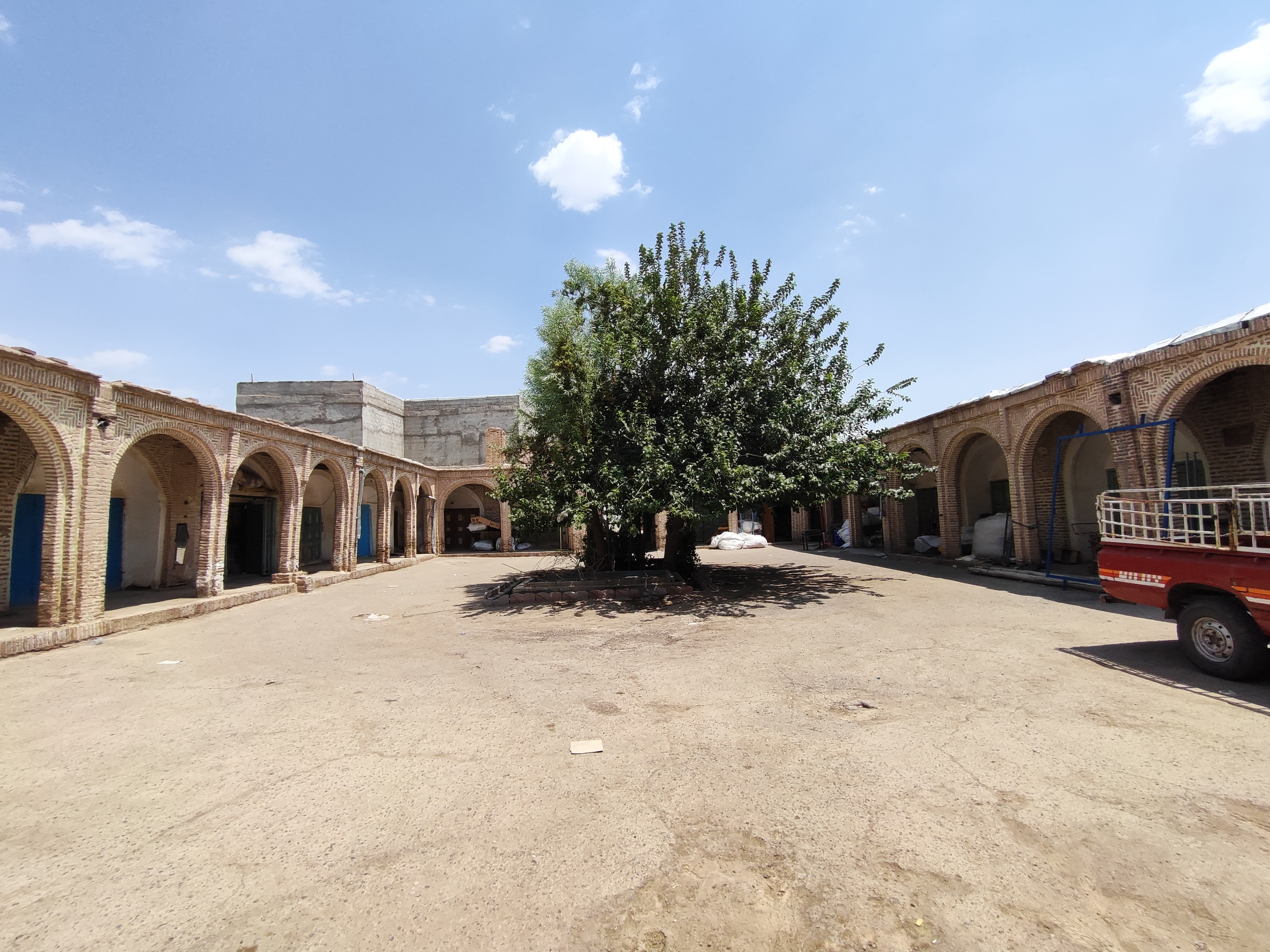
حیات
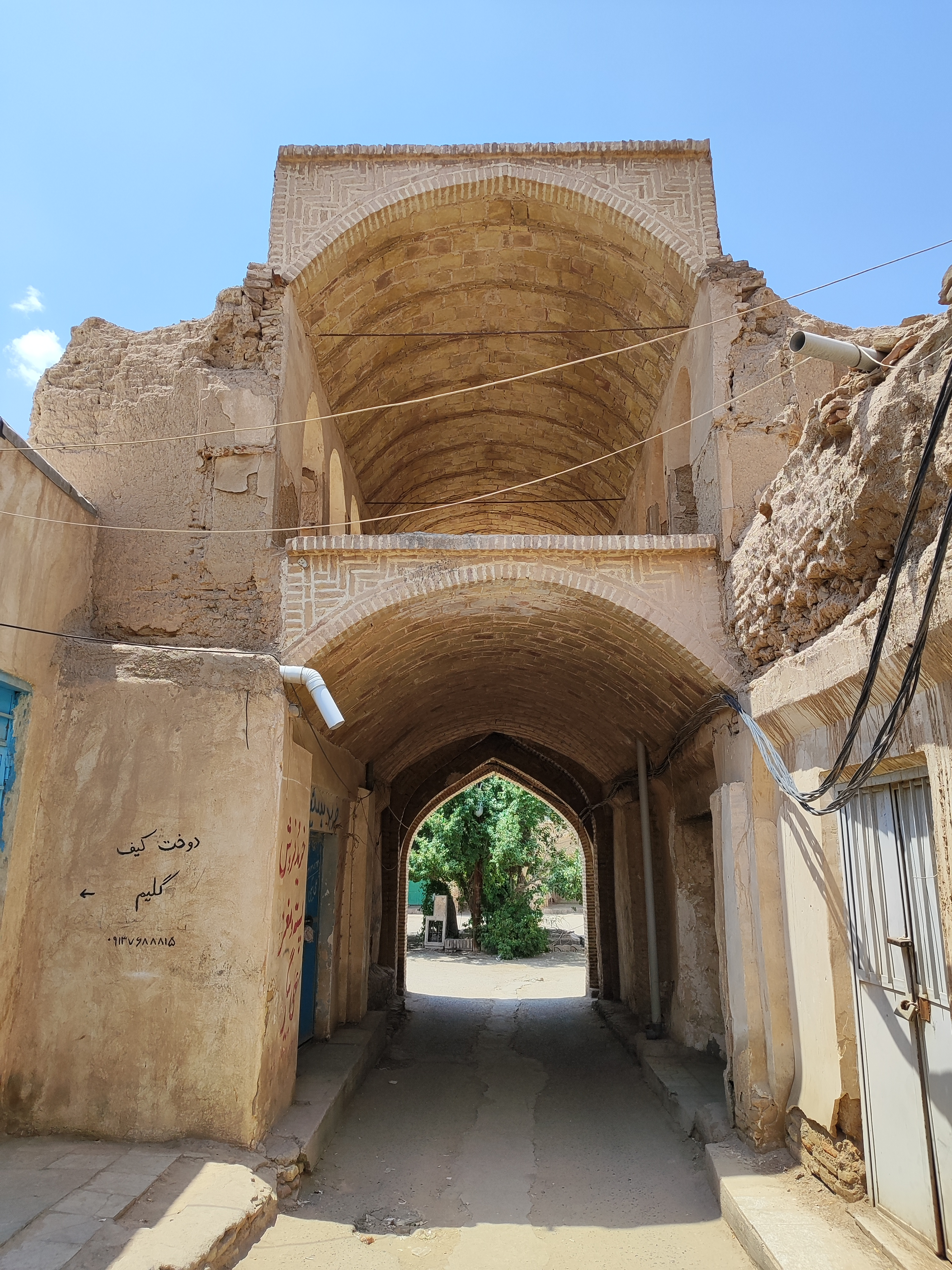
دالان
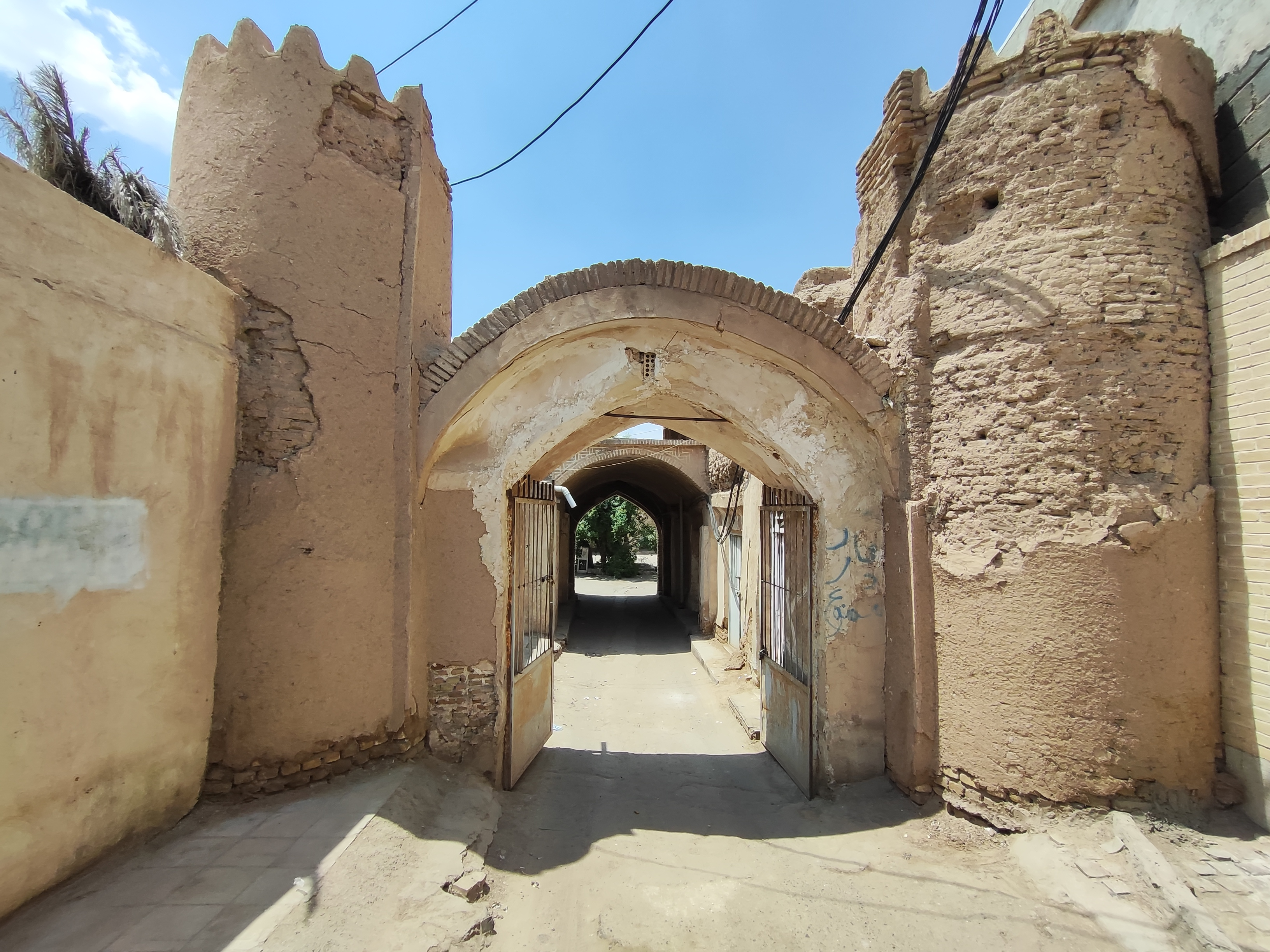
دروازهٔ اصلی
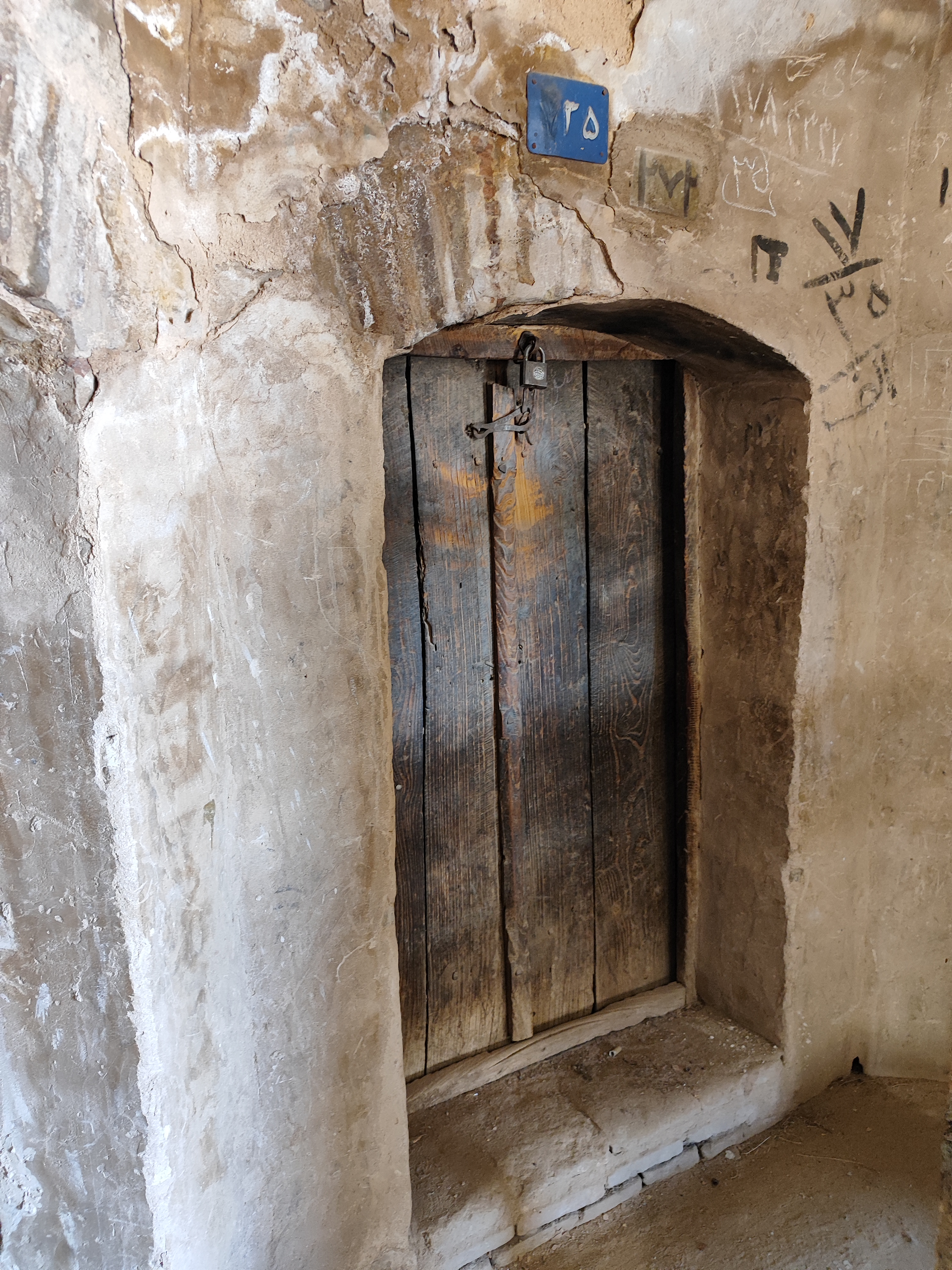
در حجره
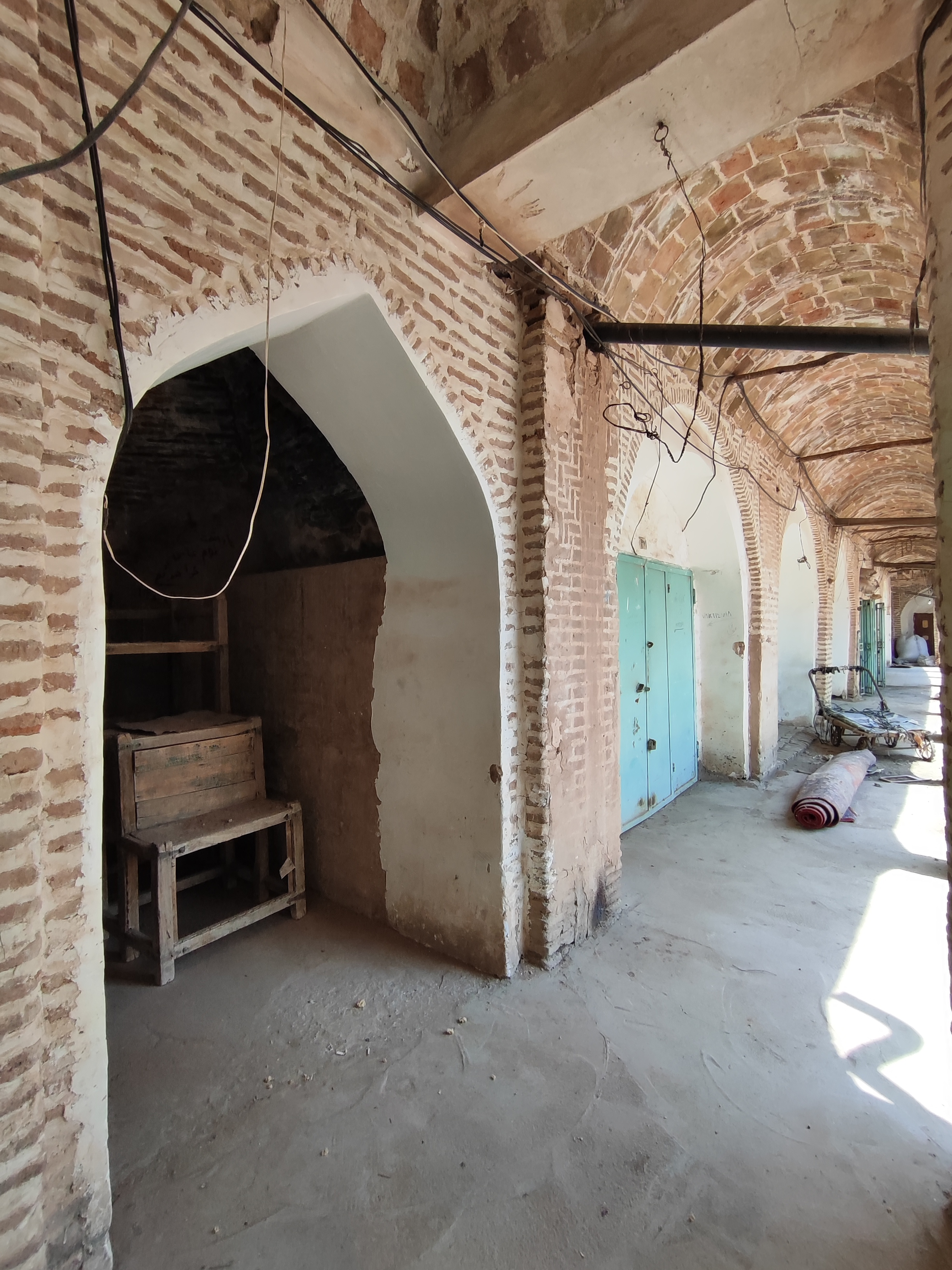
ورودی حجره‌ها
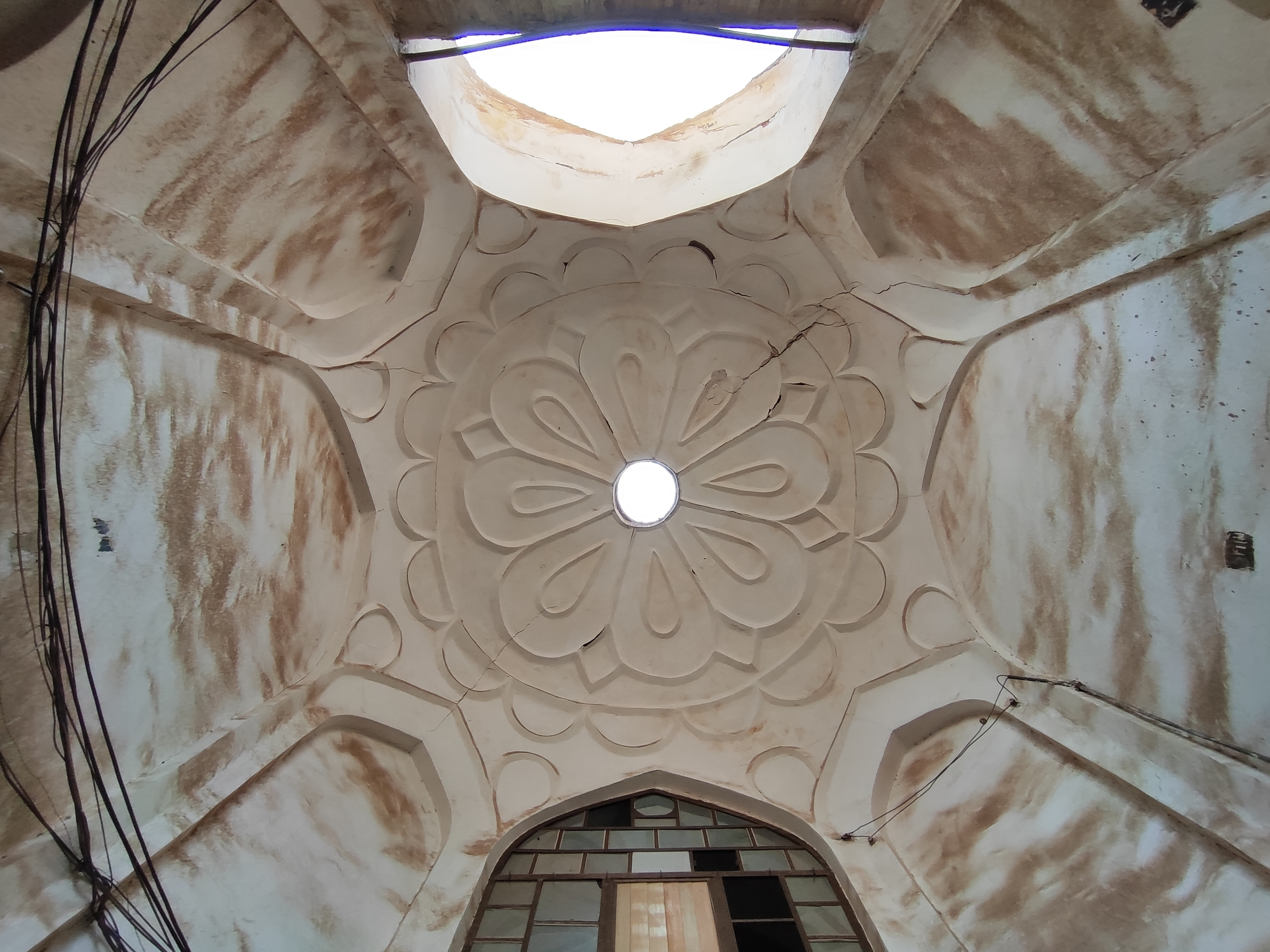
نمای داخلی گنبد
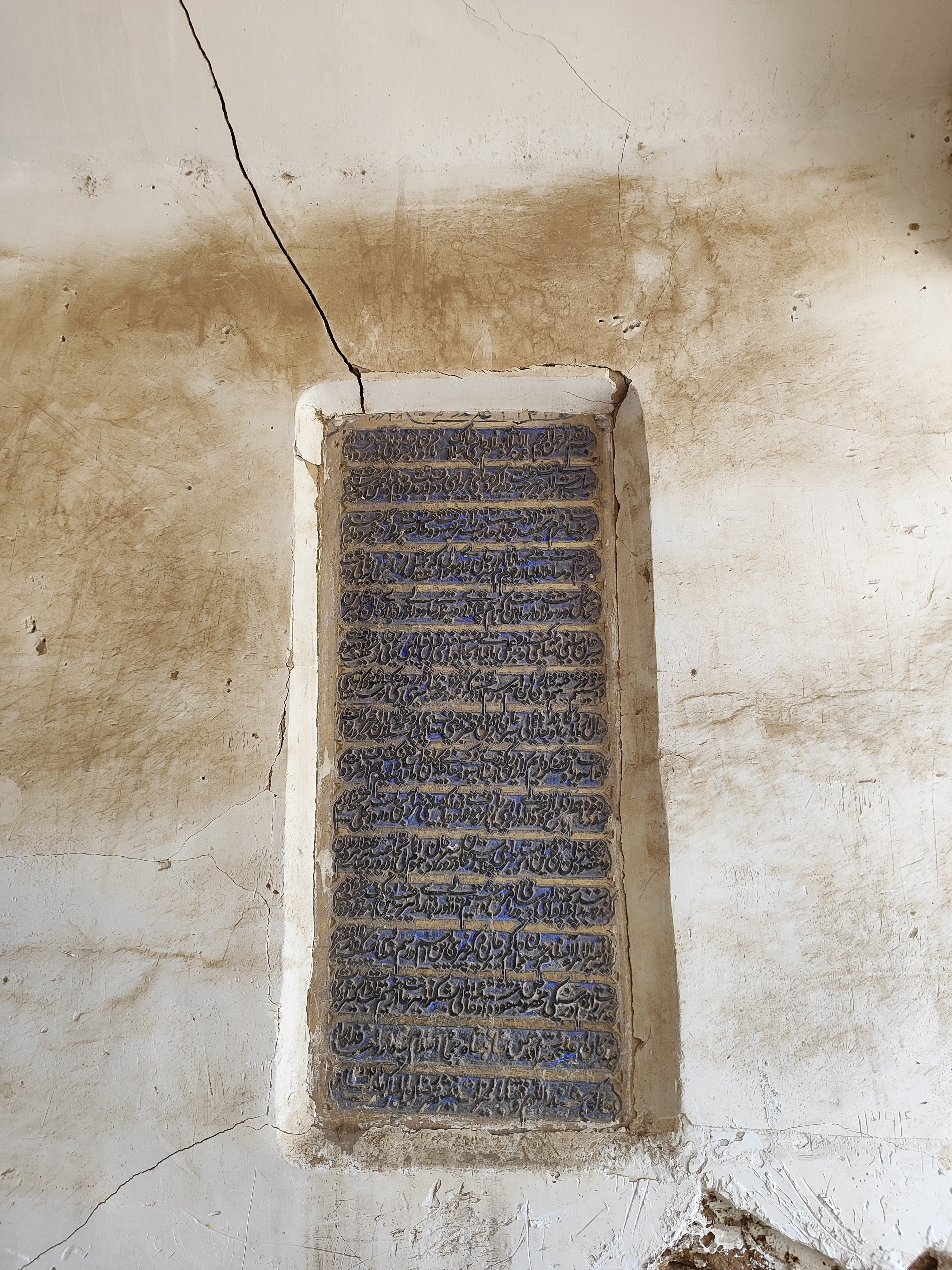
کتیبه
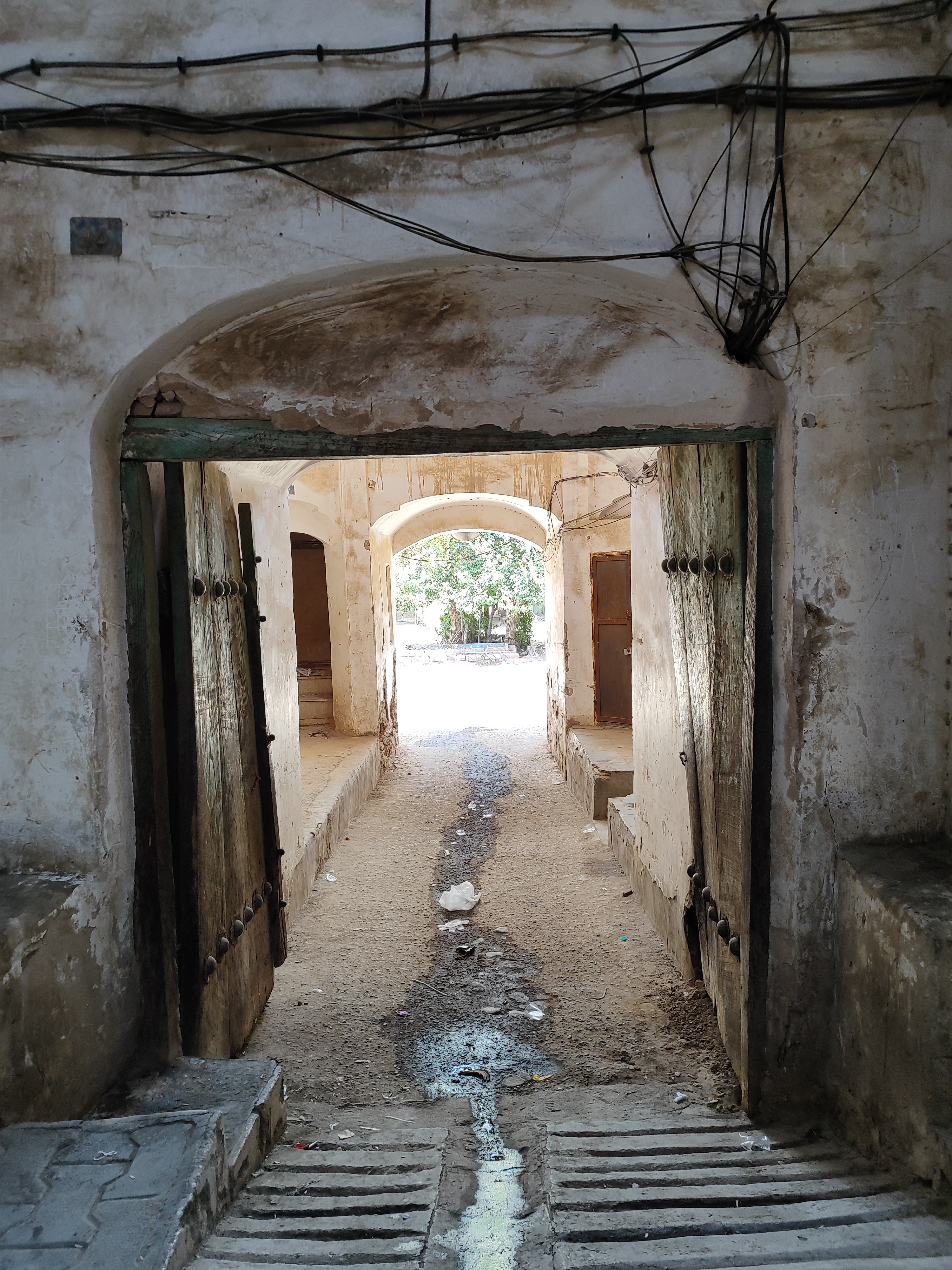
در از سمت بازار